# Liste des œuvres de György Ligeti

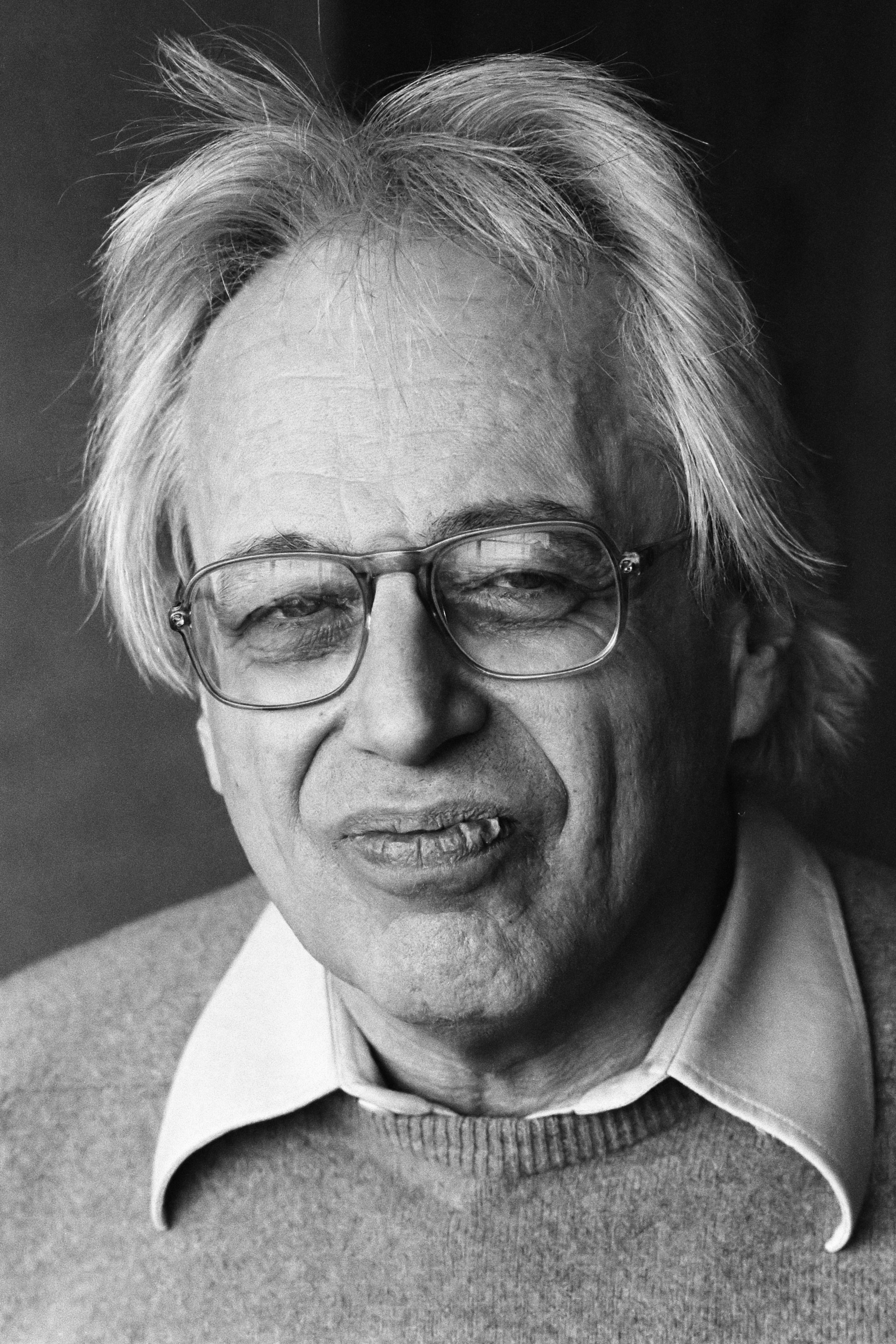
György Ligeti, en 1984.

Cet article recense les œuvres du compositeur György Ligeti.

## Œuvres

### Orchestre

#### Concertos
- 1966 : Concerto pour violoncelle, dédié à Siegfried Palm
- 1972 : Double concerto, pour flûte, hautbois et orchestre
- 1980-1988 : Concerto pour piano
- 1989-1993 : Concerto pour violon
- 1998-1999 : Concerto hambourgeois, pour cor et orchestre de chambre avec quatre cors naturels obligés (révisé en 2002)

#### Orchestre de cordes
- 1968–69 : Ramifications, pour orchestre de cordes ou 12 cordes solo

#### Orchestre de chambre
- 1969-1970 : Concerto de chambre, pour 13 musiciens

#### Orchestre symphonique
- 1951 : Concert românesc
- 1958-1959 : Apparitions
- 1961 : Atmosphères (en)
- 1967 : Lontano
- 1971 : Melodien
- 1973-1974 : San Francisco Polyphony

### Musique de chambre / Instruments

#### Duo à cordes
- 1950 : Baladă şi joc (Ballade et Danse), pour deux violons
- 1982 : Hommage à Hilding Rosenberg, pour violon et violoncelle

#### Quatuor à cordes
- 1950 : Andante et Allegretto, pour quatuor à cordes
- 1953-1954 : Quatuor à cordes no 1 : Métamorphoses nocturnes
- 1968 : Quatuor à cordes no 2

#### Quintette à vent
- 1953 : Six bagatelles pour quintette à vent
- 1968 : Dix pièces pour quintette à vent

#### Sonates pour soliste
- 1948-1953 : Sonate pour violoncelle solo
- 1991-1994 : Sonate pour alto solo

#### Autres
- 1982 : Trio pour violon, cor et piano

#### Pianoseul
- 1941 : Quatre pièces pour piano (Basso ostinato)
- 1947 : Due capricci
- 1948 : Invention
- 1951-1953 : Musica ricercata, onze pièces pour piano
- 1956 : Chromatische Phantasie
- 1961 : Trois bagatelles, pour David Tudor
- 1985 : Études pour piano, livre 1, six études
- 1988-1994 : Études pour piano, livre 2, huit études
- 1994 : L'Arrache-cœur
- 1995-2001 : Études pour piano, livre 3, quatre études

#### Piano à quatre mains
- 1942 : Induló (Marche)
- 1943 : Polifón etüd (Étude polyphonique)
- 1943 : Allegro
- 1950 : Három lakodalmi tánc (Trois danses de mariage)
- 1950 : Sonatina

#### Deux pianos
- 1976 : Trois pièces pour deux pianos

#### Clavecin
- 1968 : Continuum
- 1978 : Passacaglia ungherese
- 1978 : Hungarian Rock (Chaconne)

#### Orgue
- 1953 : Ricercare - Omaggio a Girolamo Frescobaldi
- 1961-1962 : Volumina (révisé en 1966)
- Deux études pour orgue :
  - 1967 : Harmonies
  - 1969 : Coulée

#### Adaptations pourpiano mécanique
- 1970 : Continuum (adaptée pour deux pianos)
- Études pour piano, livre 2 :
  - 1988 : no VII, Galamb borong (adaptée pour deux pianos)
  - 1990 : no IX, Vertige
  - 1994 : no X, Der Zauberlehrling
  - 1994 : no XI, En suspens
  - 1993 : no XIII, L'Escalier du diable
  - 1993 : no XIVa, Coloana fără sfârşit

#### Adaptations pourorgue de Barbarie
- 1947 : Capriccio no 1 et no 2
- 1948 : Invention
- 1970 : Continuum
- 1978 : Hungarian Rock (Chaconne)

### Voix

#### Chœur
- 1945-1946 : Idegen földön (Loin de chez soi)
- 1946 :
  - Betlehemi királyok (Roi de Bethléem)
  - Húsvét (Pâques)
  - Magos Kősziklának (Depuis les hauts rochers)
  - Magány (Solitude)
  - Bujdosó (Le Fugitif)
- Két kánon
  - 1947 : Ha folyóvíz volnék
  - 1952 : Pletykázó asszonyok
- 1950 : Lakodalmas (Danse de mariage)
- 1951 :
  - Hortobágy
  - Haj, ifjúság! (Hé, Jeunesse !)
- 1952 : Kállai kettős
- 1953 :
  - Inaktelki nóták (Airs pour Inaktelki)
  - Pápainé (La Veuve Pápai)
- 1955 :
  - Mátraszentimrei dalok (Chansons pour Mátraszentimrei)
  - Éjszaka, Reggel (Nuit, Matin)
- 1966 : Lux æterna
- 1982 : Trois fantaisies d'après Friedrich Hölderlin
- 1983 : Magyar Etüdök, pour 16 voix d'après Sándor Weöres
- 1988-1993 : Nonsense Madrigals

#### Chansons
- 1946-1947 : Három Weöres-dal (Trois chansons de Weöres), voix et piano
- Négy lakodalmi tánc (adaptations de chansons hongroises), deux sopranos, mezzo-soprano et piano
- 1952 : Öt Arany-dal (Cinq chansons d'Arany), voix et piano
- 1989 : Der Sommer, voix et piano
- 2000 : Síppal, dobbal, nádihegedűvel (Cornemuses, Tambours, Violons)

#### Musiciens et chanteurs
- 1962 : Aventures
- 1962-1965 : Nouvelles Aventures
- 1963-1965 : Requiem, pour soprano et mezzo-soprano, chœur mixte et orchestre
- 1973 : Clocks and Clouds, pour 12 voix de femmes et orchestre

#### Opéra
- 1975-1977 : Le Grand Macabre (deuxième version en 1996)

### Électronique
- 1957 : Glissandi
- 1958 : Artikulation
- 1957-1958 : Pièce électronique numéro 3 (pas réalisée avant 1996)
- 1976 : Rondeau, pour un acteur et bande sonore

### Divers
- 1962 : Poème symphonique, pour 100 métronomes